# 福岡市立当仁小学校
福岡市立当仁小学校（ふくおかしりつ とうにんしょうがっこう）は、福岡県福岡市中央区唐人町三丁目にある公立小学校。

## 校勢
2016年5月1日現在
- 学級数 - 単式学級17学級、特別支援学級「かがやき」4学級
- 児童数 - 543人（うち特別支援学級24人）

## 沿革
- 1892年（明治25年） - 当仁尋常小学校開校
- 1905年（明治38年） - 高等科設置
- 1941年（昭和16年） - 国民学校令により福岡市当仁国民学校に改称
- 1947年（昭和22年） - 学制改革により福岡市立当仁小学校に改称
- 1956年（昭和31年） - 福岡市立南当仁小学校を分離
- 1977年（昭和52年） - 福岡市立福浜小学校を分離
- 2022年（令和4年）　_創立130周年

## 通学区域
中央区の以下の地区。
- 西公園3番-14番
- 荒戸2丁目,3丁目
- 伊崎
- 黒門
- 大濠公園
- 唐人町1丁目，2丁目，3丁目
- 大濠2丁目12番11号-38号,13番16号-42号

中央区北部の西公園・大濠公園およびその周辺部に広がる古くからの市街地が通学区である。
中学校は当仁中学校校区。

### 校区が隣接する小学校
- 福岡市立舞鶴小学校(廃校)
- 福岡市立福浜小学校
- 福岡市立南当仁小学校
- 福岡市立草ヶ江小学校
- 福岡市立舞鶴小中学校

### 校区内の主な施設
- 西公園
- 福岡市立中央市民プール
- あけぼの保育園
- 福岡教育大学附属福岡小学校
- 福岡教育大学附属福岡中学校
- 大濠公園
- 福岡市美術館
- 福岡大学附属若葉高等学校
- 福岡市市民福祉プラザ
- 福岡大村美容ファッション専門学校
- 福岡市地下鉄空港線 唐人町駅
- 唐人町商店街

## 校歌
- 作詞：田中善徳
- 作曲：定直泰雄

## 著名な出身者
- 南将之- バレーボール選手、指導者
- 福田典子 - テレビ東京アナウンサー
- 福永武彦 - 小説家。2年生まで在学